# بوب باريت
بوب باريت (بالإنجليزية: Bob Barrett)‏ هو سياسي أمريكي، ولد في 1967. حزبياً، نشط في الحزب الجمهوري لمينيسوتا ‏ والحزب الجمهوري. وقد انتخب عضو مجلس نواب مينيسوتا.

## وصلات خارجية
- الموقع الرسمي